# Valna funkcija
Valna funkcija predstavlja sinusnu funkciju iz koje možemo izračunati većinu podataka vezanih za val (fazu, amplitudu, valni broj i drugo). 
Valna funkcija glasi:
{\displaystyle Y=Y_{0}\cdot \sin(\omega \cdot t-k\cdot x)}
gdje je: Y0 – maksimalna elongacija, to jest amplituda, ω – kutna brzina, t – vrijeme, k – valni broj (2∙π/λ), x – dužina.

## Kvantna mehanika
U kvantnoj mehanici valna funkcija je matematički opis kvantnog stanja izoliranog knvantnog sustava. Najčešći simboli za funkciju vala su grčka slova ψ ili Ψ (psi). To je kompleksna funkcija putem koje su iskazane vjerojatnosti svih mogućih rezultata mjerenja čestice ili sustava. Ako se čestica ili sustav ne promatra, nalazi se u stanju superpozicije, gdje valna funkcija prikazuje vjerojatnost svakog mogućeg stanja. Ako se bilo koje svojstvo čestice ili sustava izmjeri, valna funkcija doživljava kolaps, te mjereni objekt više nije u stanju superpozicije, već ima jedan sigurni rezultat. Ako su čestice kvantno spregnute, svakim mjerenjem, koje ruši valnu funkciju jedne čestice, mora se rušiti i valna funkcija spregnute čestice.
Valna funkcija (oznaka ψ) je temeljna veličina za potpuni opis stanja i vremenskih promjena kvantnoga fizičkog sustava. U klasičnoj mehanici gibanje čestice opisuje se njezinom putanjom pa je osnovni zadatak izračunavanje ili mjerenje elemenata putanje. U kvantnoj mehanici čestica se opisuje valnom funkcijom ψ (r, t), koja daje amplitudu vala kao funkciju položaja r u prostoru i vremena t. Postavlja se pitanje koje je fizičko značenje valne funkcije te što ona govori o čestici, to jest kako se odnosi prema motrenim veličinama (položaj, količina gibanja, energija) koje opisuju česticu. S obzirom na to da valna funkcija opisuje "točkasti" objekt (česticu), njezina interpretacija pobuđuje, uz povijesno-znanstvene, i suvremene interese u različitim stvarnim ili misaonim pokusima kvantne mehanike. 
Danas je prihvaćena statistička interpretacija valne funkcije. Budući da se vjerojatnost općenito smatra realnom i ne-negativnom veličinom, produkt valne funkcije ψ i konjugirano kompleksne funkcije ψ* znači vjerojatnost nalaženja čestice u položaju (x, y, z). Ta je vjerojatnost: 
{\displaystyle P(x,y,z)=\Psi (x,y,z)\cdot \Psi ^{*}(x,y,z)=\left|\Psi (x,y,z)\right|^{2}}
Matematička svojstva i uvjeti za valnu funkciju ψ jesu: jednoznačnost (vjerojatnost koja opisuje fizikalnu stvarnost); konačnost druge derivacije valne funkcije ψ; neprekidnost prve derivacije valne funkcije ψ; neprekidnost same valne funkcije ψ; konačnost integrala vjerojatnosti; valna funkcija ψ mora zadovoljiti različite rubne uvjete.

### U Hilbertovom prostoru
Također, stanja kvantnih sustava mogu se opisati pomoću vektora u određenom vektorskom prostoru. Stanja se mogu opisati kao jedinični vektori u kompleksnom vektorskom prostoru {\displaystyle {\mathcal {H}}}, Hilbertovom prostoru. Te tako se valna funkcija može opisati pomoću ket vektora {\displaystyle |\psi \rangle }, prateći Diracovu  bra-ket notaciju.
Fizikalno mjerljiva distinktna stanja opisana su s ortonormalnim vektorima. Koliko mjerljivo različitih stanja sustav može ima, toliko različitih baznih vektora ima prostor {\displaystyle {\mathcal {H}}}. Distinktna stanja su ona koja se mogu jednoznačno odrediti i razlikovati mjerenjem sustava.

## Elektroni u periodičnom potencijalu
Valna teorija uspjela je objasniti najvažnija svojstva metala. Metale, kao i druga čvrsta tijela, karakterizira pravilan raspored atoma ili atomskih grupa. Kristalna simetrija ima dalekosežne posljedice za gibanje elektrona. Na pojedini elektron djeluje privlačna sila atomskih jezgri i odbojna sila ostalih elektrona. Ta djelovanja na elektron opisujemo zbirno električnim potencijalom u kojem se kreće elektron. Kad se elektron nalazi u blizini atomske jezgre, potencijal ima oblik Coulombova električnog potencijala, jer tada preteže samo djelovanje jezgre. U kristalu se periodično ponavljaju atomske jezgre. Prema tome i potencijal je periodičan. Zbog jednostavnosti promatrajmo jednodimenzionalni kristal. Kako se ponavljaju atomske jezgre, tako se ponavljaju i potencijalna korita. U svakoj atomskoj jezgri na pravcu ima potencijal ponor. Kad se elektron nalazi u blizini jezgre, njegova je energija veća od potencijalne energije. U klasičnoj mehanici elektron bi stalno titrao u potencijalnom koritu jedne jezgre. Kao kod atoma, tako bi i u kristalu bili elektroni stalno vezani uz svoje atomske jezgre. Drukčije je u kvantnoj teoriji. Valna svojstva osposobljuju elektron da prelazi iz jednog potencijalnog korita u drugo (tuneliranje ili tunelski učinak). Jezgre ne mogu zadržavati elektrone u svojoj blizini. Oni se kreću po čitavom kristalu. U svojem gibanju kroz prostor kristala ima elektron konstantnu brzinu i konstantni smjer. Gibanje elektrona u kristalu sliči dalekosežno ponašanju "slobodnih" čestica plina. Elektron ne može, doduše, napustiti kristal, ali se u njemu kreće poput slobodne čestice. 
Kristalna struktura svojstvena je za čvrsto stanje materije. Pitanje je zašto sva čvrsta tijela nisu metali. Zamislimo da su sva stacionarna stanja jedne vrpce zaposjednuta. Tad vanjsko električno polje ne bi moglo promijeniti stanje elektrona. Kristal s popunjenim energetskim vrpcama ponaša se kao izolator. 
Ideja "slobodnih" elektrona u kristalu nije nova i nije nastala razvojem kvantne teorije. Poznato je da metali vrlo dobro vode električnu struju. P. K. L. Drude je odatle zaključio da se elektroni ponašaju u metalu poput kakvog plina. Time je uveo u znanost pojam "elektronskog plina". Na tu misao Drudea nadovezao je H. A. Lorentz svoju teoriju metala. 
Za klasičnu teoriju metala bila je teškoća u činjenici da se ništa ne primjećuje od energije "elektronskog plina". U klasičnoj teoriji prosječna kinetička energija čestica plina ne ovisi o masi plinskih čestica; ona je ista za lake kao i za teške čestice. Prema tome bi i "elektronski plin" kod dane temperature morao imati jednaki toplinski kapacitet kao i obični plin. Od tog toplinskog kapaciteta se, međutim, iskustveno ništa ne primjećuje. Na toj činjenici srušila se klasična hipoteza o "elektronskom plinu" u metalu.
U kvantnoj teoriji ne postoji teškoća s energijom elektronskog plina. Kad kristalu izvana privodimo toplinu, samo neznatni dio te topline preuzima elektronski plin. Uzrok tome ponašanju je kvantna statistika, koja vlada mnoštvom slobodnih elektrona. Postoji temeljna razlika između klasične i kvantne statistike. Ta razlika je uzrokovana Paulijevim načelom.
Po Paulijevu načelu može se samo jedan elektron nalaziti u stacionarnom stanju s određenim valnim vektorom k i smjerom spina. U kristalu su elektroni jedan po jedan poredani od najnižih energija prema višim. Najmanju energiju ima elektronski plin ako elektrone redom poredamo od najniže energije tako da ne ostane nijedno prazno mjesto u energetskim nivoima. U klasičnoj statistici svi bi elektroni mogli imati energiju jednaku nuli. Po Paulijevu načelu to je isključeno. U svakom energetskom nivou smije se nalaziti samo jedan elektron. Stanje najniže energije plina odgovara nuli apsolutne temperature. Elektronski plin ima i kod T = 0 energiju različitu od nule, štoviše, ima vrlo visoku energiju. To je temeljna razlika prema klasičnoj statistici. Energija elektronskog plina je golema prema energiji klasičnog plina s istim brojem čestica. To je posljedica Paulijeva načela.
Kako se ta izvanredno velika energija elektronskog plina slaže s činjenicom da specifična toplina elektronskog plina nije ni od kakve važnosti. Objašnjenje daje opet neposredno Paulijevo načelo. Grijati možemo neki kristal tako da ga stavimo u vezu s normalnim plinom koji ima višu temperaturu. Što se događa? Atomi i molekule plina srazuju se na kristalu i prenose prosječno, pri svakom srazu o kristal, energije jednake k∙T. Takve količine energije može apsorbirati kristal, djelomično u titrajima mreže, djelomočno u povišenju energije elektronskog plina. Elektronima stoje na raspolaganju uvijek samo te doze k∙T. No sasvim je jasno da samo neznatni dio svih elektrona može primiti takve energije. Primanjem obroka k∙T elektron prelazi u nivo koji ima višu za energiju k∙T. Taj prijelaz je samo tada moguć ako je taj gornji energetski nivo prazan. Elektroni iz dubokih energetskih nivoa sigurno ne mogu prelaziti u viša energetska stanja, jer se u njima već nalaze elektroni. Obrok energije k∙T je pri normalnim temperaturama vrlo sitan prema razlici najniže i najviše zaposjednute energije. Samo neznatni dio elektrona može apsorbirati energije jednake k∙T. Ti elektroni ne smiju biti od k∙T udaljeni više od najviše energije. U tom uskom pojasu između najviše energije i za k∙T niže energije mogu elektroni doživljavati prijelaze u više energetske nivoe. Odatle se razabire, da ugrijavanjem prelazi samo neznatni dio vanjske topline u povišenje energije elektronskog plina. Najveći dio elektrona ostaje ugrijavanjem nedirnut; za elektrone duboko ispod najviše energije uopće ne znači ništa što su došli u doticaj s "vrućim tijelom". Ugrijavanje elektronskog plina očituje se samo kod najviših elektrona. Ugrijani elektronski plin sliči uranijevom atomu, kojemu smo pokoji vanjski elektron bacili u energetski više stanje, a svi ostali elektroni, dublje u elektronskom omotu oko jezgre, potpuno su nedirnuti. Energije elektronskog plina ostaje do najviših temperatura gotovo potpuno nepromijenjena. Tek na temperaturama preko 10 000 °C opazilo bi se da i elektronski plin može apsorbirati energiju. Tada je k∙T otprilike jednako najvišoj zaposjednutoj energiji u elektronskom plinu kod T = 0, i sve elektrone možemo prevesti u viša energetska stanja. Pri takvim temperaturama nastaje sve više praznih nivoa, a Paulijevo načelo gubi na značenju. Elektronski plin s mnogo praznih energetskih nivoa ponaša se kao klasični, u njemu su svi prijelazi mogući. Pri takvim visokim temperaturama već je, međutim, davno prestao postojati kristal, kruto tijelo se rastopilo.

## Poveznice
- Bozon
- Fermion
- Schrödingerova jednadžba
- Kvantna superpozicija
- Kvantno sprezanje
- EPR paradoks

## Vanjske poveznice
|  | Zajednički poslužitelj ima još gradiva o temi Valna funkcija |